# Валеева, Люция Галеевна
Вале́ева Лю́ция Гале́евна (род. 15 мая 1931, Иткинеево, Янаульский район, Башкирская АССР) — музейный и партийный деятель.
С 1978 − 1981 гг. — директор Государственного музея ТАССР. С 1981 − 1987 гг. −генеральный директор Государственного объединённого музея Республики Татарстан. С 1982 года «Заслуженный работник культуры ТАССР», а с 1986 года «Заслуженный работник культуры РСФСР».

## Биография и трудовая деятельность
Л. Г. Валеева (урождённая Гайсина) родилась в семье служащих третьим ребёнком. Отец Гайсин Гали Ибрагимович (1900—1949), участник Великой Отечественной войны 1941—1945 гг., инвалид I группы. Мать Гайсина Багар Шаймардановна (1903—1998) сельская учительница, активный партийный и государственный работник (секретарь парторганизации, депутат).
В 1948 − 1953 гг. — студентка географического факультета Казанского государственного университета им. В. И. Ульянова-Ленина.
В 1953 − 1963 гг. — старший научный сотрудник, а затем заведующая отделом советского периода Государственного музея ТАССР.
В 1963 − 1970 гг. — старший инженер выставки передовых Авиационных технологий п/я 731 (НИАТ-научно-исследовательский институт Авиационных технологий).
В 1971 − 1978 гг. — инструктор Казанского горкома КПСС, курировала учреждения культуры, искусства и творческие союзы.
В 1978 − 1981 гг. — директор, а с 1982—1987 гг. — генеральный директор Государственного объединённого музея ТАССР.
В 1988 − 1990 гг. — заместитель председателя Татарского отделения Всероссийского фонда культуры.
В 1990 − 1993 гг. — научный сотрудник Музея-квартиры М. Джалиля.
В 1994 − 2005 гг. — старший научный сотрудник организационного отдела Национального музея Республики Татарстан.

## Достижения
За период работы на посту директора Государственного объединённого музея Республики Татарстан Л. Г. Валеева стала признанным профессионалом, опытным руководителем, внесла значимый вклад в развитие музейного дела. Благодаря своим организаторским способностям, практическому опыту Л. Г. Валеева находила оптимальный подход к решению насущных вопросов не только головного музея, но и его филиалов. Л.Г. Валеева создала музей принципиально нового типа — многопрофильный объединённый музей, в который входили музеи системы Министерства культуры ТАССР.
Под руководством Л. Г. Валеевой проходила реконструкция краеведческих музеев в г. Чистополе,г. Бугульме, г. Тетюшах, г. Куйбышеве, музея А. М. Горького в Казани, Музея — квартиры Ш. Камала, Музея Янки Купалы в с. Печищи, Музея нефтехимии в Нижнекамске, в головном музее. Были созданы новые музеи: Музей — квартира Мусы Джалиля в Казани,  Музей народного творчества и этнографии в Зеленодольске, Музей Надежды Дуровой в Елабуге, Музей Салиха Сайдашева в Ибре; особое место и значимость получило рождение музея Габдуллы Тукая в Казани и реконструкция мемориального музейного комплекса в с. Новый Кырлай Арского района к 100-летию поэта.. Головной музей стал научно-методическим центром для всех музеев республики.
Благодаря воле и настойчивости Л. Г. Валеевой впервые в истории головного музея прошла полная сверка музейных предметов с учётной документацией (1978—1984), в результате чего был полностью упорядочен учёт и хранение музейных собраний, и фондовая работа заняла главное внимание в музейной деятельности.Был упорядочен учёт и хранение музейного собрания,заведены инвентарные книги,произошло деление фондов на сектора,началась фотофиксация и реставрация музейных предметов.Увеличилась площадь фондохранилища,была установлена пожарная сигнализация и вывод охраны на милицейский пульт. В 1980 году под руководством Л. Г. Валеевой была создана и представлена экспозиция «Достижения и перспективы развития ТАССР» впервые на международной ярмарке "Лейпциг-80" (ГДР). В 1982 году музей участвовал в национальной выставке СССР в Мехико (Мексика), в 1985 году музей со своими коллекциями участвовал в национальной выставке СССР в Дюссельдорфе(ФРГ).
На высоком уровне проводились Всесоюзные и Всероссийские совещания музейных работников. За высокие достижения в культуре и по итогам смотров музей неоднократно награждался дипломами и грамотами
Министерства культуры СССР и РСФСР, а в 1984 году музей был награждён переходящим Красным знаменем Министерства культуры СССР и ЦК профсоюза работников культуры за высокие показатели в культурном шефстве над селом. Большой резонанс имели прошедшие в Казани Всероссийский форум работников музеев на тему "Взаимодействие музеев Российской Федерации с научными учреждениями и высшими учебными заведениями (1982) и Всесоюзный семинар-совещание Министерства культуры СССР на тему "Задачи музеев по совершенствованию атеистического воспитания населения музейными средствами в свете решений июньского Пленума ЦККПСС (1983).
В годы директорства Л. Г. Валеевой Государственный музей ТАССР своими коллекциями пропагандировал истоки и развитие культуры татарского народа во многих крупных городах — Ленинграде, Горьком, Уфе, Омске, Якутске, Челябинске, Кирове и др. Под руководством Л. Г. Валеевой с привлечением специалистов Ленинграда был разработан проект реконструкции центрального музейного комплекса Казани. Проект принят Большим градостроительным советом города. В этот период трудовой деятельности Л. Г. Валеева принимала активное участие в общественной жизни, достойно представляя республику в Министерстве культуры РСФСР, как член научно — методического совета по работе музеев, член коллегии Министерства культуры ТАССР.

### Издательская деятельность
Высокая посещаемость музеев и запросы посетителей предопределили выпуск информационно-рекламных изданий таких как: «Путеводитель по Государственному музею ТАССР» (1980); Проспект-путеводитель «Советская Татария» по выставке на международной ярмарке «Лейпциг-80 на русском, татарском, немецких языках; Проспект-путеводитель «Татарская АССР» для национальной выставки СССР в Дюссельдорфе (1982). Путеводители Музея М. Джалиля в Казани (1984), Музея Г. Тукая в с. Новый Кырлай (на татарском языке, 1985), Музея Г. Тукая в Казани 1986). Буклеты: «Декоративно-прикладное искусство татар XIX — начала XX века» (1980), «Немецкий фарфор конца XVIII-начала XIX века» в собрании Государственного музея ТАССР (1980), «Памятники русского народного бытового искусства» (1980), «Их именами названы улицы Бауманского района» (1981). Из серии экспонаты музея рассказывают: «Октябрь в Казани» (1977), «Керамика Татарии» (1979), «Габдулла Тукай» (1979), «Советские писатели в Татарии в годы Великой Отечественной войны» (1979). Из серии «Наши земляки — Герои Советского Союза»: «Герой Советского Союза. Магуба Сыртланова» (1979), «Герой Советского Союза. Муса Джалиль» (1980), «Герой Советского Союза. М.П Девятаев» (1980). По музеям филиалам: Музей «Нижнекамск-город нефтехимии» (1984), «Музей истории города и строительства КамАЗа» (1984), «Музей-квартира Шарифа Камала» (1984). В издательстве «Планета» были изданы альбомы: «Музей Г. Тукая в Кырлае» (на татарском языке)(1984), «Музей народного творчества в Зеленодольске» (1984), набор открыток «Тукаевские места в Татарии» («Ты в памяти и в сердце, родная сторона» (1985)). Вне стен музея востребованы были циклы телевизионных передач «О городе, в котором ты живёшь», «Высоты пятилеток», документальный фильм о музейной профессии «Рождение музея» Казанской студии кинохроники. Он демонстрировался в популярном киножурнале «На Волге широкой» (1985).
После выхода на пенсию Л. Г. Валеева работала в Татарском республиканском отделении Всероссийского фонда культуры, затем была приглашена на должность  научного сотрудника музея — квартиры М. Джалиля, а позже на должность старшего научного сотрудника организационного отдела Национального музея Республики Татарстан.
За многолетнюю плодотворную работу в музее (общий трудовой стаж составляет 40 лет, из них 33 года связывали её с музеем), активную позицию и участие в общественной жизни коллектива и республики Л. Г. Валеева была удостоена множества званий и наград.

## Награды
- «Заслуженный работник культуры ТАССР» (1982);
- «Заслуженный работник культуры РСФСР» (1986).

### Знаки отличия
- Знак 175 лет Казанскому университету (1979)
- Знак Министерства культуры СССР «Отличник культурного шефства над селом» (1985);
- Знак "За достижения в культуре (2016);
- Знак «Меценат музея» (2021).

### Памятные медали
- Медаль «За доблестный труд в Великой Отечественной войне 1941—1945 гг.» (1994);
- Медаль «В ознаменование 100-летия со дня рождения Владимира Ильича Ленина» (1970);
- Медаль «В память 1000-летия Казани»;
- Медаль «Ветеран труда»(1986).

### Почётные грамоты
- Почётная грамота Татарского обкома ВЛКСМ (1958, 1985);
- Почётная грамота НИАТ (1967);
- Почётная грамота Торгового представительства СССР в ГДР (1980);
- Почётная грамота Казанского городского комитета КПСС Городского совета народных депутатов (1981).

### Благодарственные письма
Благодарственное письмо Президента Республики Татарстан (2011)

## Публикации
Валеева Л. Г. Начало творческого пути К. Синицыной // «Прошлое не греет, оно — учит» / под ред. О. В. Синицына. — Казань: Астория и К, 2012. — С. 5 11.
Валеева Л. Г. Страницы прошлого листая: из истории Государственного объединённого музея ТАССР 1970—1980 годов. — Казань: Kazan-Казань, 2005. — 367 с.: ил. — (История в событиях и лицах) (Казань и казанцы).
Валеева Л. Г. Люция Валеева: Связана с музеем пожизненно // Казанские истории. 2006. № 9.
Валеева Л. Г. «Звезда планетария» [Н. Ф. Курынова] // Ежегодник-97 / Государственный объединённый музей Республики Татарстан. — Казань, 1997. — С. 175—176.
Валеева Л. Г. Ради чего стоит жить // Казань. 1997. № 8/9. С. 30 — 31.
Антонов Б. Ф. Габдулла Тукайның әдәби-мемориаль музее / Б. Ф.Антонов, Л.Г.Вәлиева  — Казан: Татар. кит. нәшр, 1984. — 64 б.
Валеева Л. Г. Мемориальные вещи выдающегося татарского композитора С. Сайдашева в музее / Государственный музей ТАССР. — Казань, 1958.
Валиева В. С. Вот он поэт // Литературное обозрение. 1986. № 8.
В глубоком тылу [воспоминания в разделе «Труженики тыла»] / Л. Г. Валеева. — Текст : электронный // Виртуальный музей Великой Отечественной войны Республики Татарстан. Вклад Татарстана в Победу! : [сайт]. — URL: https://tatfrontu.ru/person/valeeva-lyuciya-galeevna. - Дата публикации: 16.05.2016.